# Centralizacja
- centralizacja – w naukach prawnych to proces koncentracji władzy w określonych instytucjach, powodujący zmniejszenie wpływu na władzę na obszarach peryferyjnych
- centralizacja – w urbanistyce to proces ekologiczny zachodzący na obszarze miasta, powodujący skupianie się pewnego typu instytucji czy form zachowań na małym obszarze
- centralizacja – w ekonomii to globalny proces społeczno-ekonomiczny w wyniku którego władza i większość kapitału gromadzona jest wśród niewielu państw, natomiast reszta skazana jest na to by znajdować się na peryferiach lub półperyferiach